# Sanctuaire de l'oryx arabe
Le sanctuaire de l'oryx arabe est une aire protégée située dans le sultanat d'Oman. Inscrit en 1994 sur la liste du patrimoine mondial, le site a été retiré de cette même liste en 2007 à la suite de la décision unilatérale du pays de réduire la superficie de la zone. Cela en fait le premier site déclassé de l'Organisation des Nations unies pour l'éducation, la science et la culture (UNESCO).

## Géographie
Le sanctuaire se trouve à l'est de la région d'Al-Wusta dans le désert de Wahiba, près de la côte. Duqm est la grande ville la plus proche.

## Une faune et une flore unique
Inscrit avec le critère « x », le site « [doit] contenir les habitats naturels les plus représentatifs et les plus importants pour la conservation in situ de la diversité biologique, y compris ceux où survivent des espèces menacées ayant une valeur universelle exceptionnelle du point de vue de la science ou de la conservation ». En effet, la faune et la flore de la zone entre désert d'Arabie et collines côtières de l'est du pays représentent un « écosystème désertique unique » avec des brouillards saisonniers et une rosée qui permettent le développement de plusieurs plantes endémiques.
Elle comprend notamment le premier troupeau d'oryx d'Arabie en liberté après l'extinction de l'espèce en 1972 et sa réintroduction en 1982, les seuls lieux de reproduction en liberté de l'outarde houbara, des bouquetins de Nubie, des loups d'Arabie (Canis lupus arabs), des ratels, des caracals, des gazelles à goître (ssp. Gazella subgutturosa marica) et la population la plus importante de gazelles des montagnes (ssp. Gazella gazella gazella) en liberté.
L'oryx d'Arabie est un des symboles du pays d'Oman.

## Une faune en danger
En 1996, le nombre d'oryx a été estimé à 450 individus mais depuis il a chuté à environ 65 individus avec seulement quatre couples reproducteurs survivants.

## Déclassement
En 2007, le comité du patrimoine mondial a retiré le bien de la liste du patrimoine mondial à la suite de la décision d'Oman de réduire de 90 % la superficie de la zone protégée du site, notamment pour permettre la prospection d'hydrocarbures. C'est la première fois qu'une telle suppression était entérinée,.
Malgré cela, le sanctuaire de l'oryx arabe reste l'une des plus grandes aires protégées de la région.